# Finist - Vaillant Faucon
Pour plus de détails, voir Fiche technique et Distribution.
Finiste - Vaillant faucon (Финист — Ясный сокол, Finist — Yasny sokol) est un film soviétique réalisé par Guennadi Vassiliev, sorti en 1975.

## Fiche technique
- Titre original : Финист — Ясный сокол
- Titre français : Finiste – Vaillant faucon[1]
- Réalisation : Guennadi Vassiliev
- Scénario : Alexandre Rou, Lev Potiomkine
- Photographie : Vladimir Okounev, Youri Malinovski
- Musique : Vladimir Chaïnski
- Pays d'origine : URSS
- Format : Couleurs - 35 mm - Mono
- Genre : Aventure et fantastique
- Durée : 75 minutes
- Date de sortie : 1975

## Distribution
- Viatcheslav Voskressenski : Finiste
- Svetlana Orlova : Alionouchka
- Mikhaïl Kononov : Yachka
- Mikhaïl Pougovkine
- Lioudmila Khitiaïeva : Anfissa
- Gueorgui Vitsine : Agafon
- Maria Barabanova, Glikeria Bogdanova-Tchesnokova, Anna Stroganova
- Mark Pertsovski : Kartaous
- Gueorgui Milliar : Kastriouk
- Lev Potiomkine : Fingal
- Boris Guitine : Vavila
- Alexeï Smirnov